# کویا شیمیزو
کویا شیمیزو (انگلیسی: Koya Shimizu؛ زادهٔ ۱۵ ژوئن ۱۹۸۲) بازیکن فوتبال اهل ژاپن است.
از باشگاه‌هایی که در آن بازی کرده‌است می‌توان به باشگاه فوتبال توکیو وردی و باشگاه فوتبال ساگان توسو اشاره کرد.